# Agnes (album d'Agnes Carlsson)
 (décembre 2017).
Si vous disposez d'ouvrages ou d'articles de référence ou si vous connaissez des sites web de qualité traitant du thème abordé ici, merci de compléter l'article en donnant les références utiles à sa vérifiabilité et en les liant à la section « Notes et références ».
Albums de Agnes Carlsson
Stronger
(2006)
Singles
Agnes est le premier album de la chanteuse suédoise Agnes Carlsson, sorti en 2005.

## Pistes
- Stranded
- Emotional
- Right Here, Right Now (My Heart Belongs to You)
- Forever Yours
- Get My Math
- I Believe
- Pour l'amour
- What a Feeling
- Maintenant que j'ai trouvé l’amour
- Laissez-moi vous porter

## Singles
- 'Right Here Right Now
- Stranded